# 不及格英雄
《不及格英雄》是南京ぐれ子的日本漫畫作品，於幻冬舍雜誌《月刊Comic Birz》2002年11月號起開始連載，題材是常見的戰隊故事加戀愛題材。單行本全3冊。

## 簡要
綠川優慈平時是一位很平常的高中生，但在其平凡的外表之下卻是防衛科學研究中心負責守護地球的高中戰隊的一員G Green，在某次出擊中高中戰隊成功打斷了邪惡組織古爾達克的公主瑪由菈的角，但幾天後綠川在回家途中撿到了餓到沒力的瑪由菈，因此結合特攝跟戀愛故事正式開始。

## 人物介紹

### 高中戰隊
- 綠川優慈：很平常的高中生，膽小怕死，擅長桌球，是高中戰隊中人氣跟存在感最低的G Green，意外撿到瑪由菈後被強迫同居，對瑪由菈天然呆的個性跟無防禦心的睡姿沒有辦法，夾在戰隊跟瑪由菈之間的夾心餅乾。
- 黃元：跟綠川同班的胖子，有責任感守義氣的男人，高中戰隊中的G Yellow。
- 青木：大阪燒店的長男，擅長烤大阪燒，是位不折不扣的御宅族，瘋狂迷戀《時間少女米莉特》（魔法少女系的作品），在萌魂熊熊燃燒時可以不著戰鬥服擊退跟瑪由菈同級的對手，高中戰隊中的G Blue。
- 桃山（妹）：戰隊中唯一女性G Pink，綠川的同班女同學，身材嬌小，對綠川有好感，事情都交給在防衛科學研究中心上班的姐姐處理。
- Red：本名、外表一切不詳，擁有眾多粉絲的男子，是戰隊中人氣跟戰力最強的，就算在簡報時也不解除戰鬥服的神祕角色。
- 桃山（姊）：高中戰隊的女長官，戴著眼鏡的美人，負責下令高中戰隊出擊跟指派任務。

### 古爾達克
- 瑪由菈公主：古爾達克的領導人為了征服地上，而從古爾古爾界來到日本，被打斷角後就變成天然呆個性，覺得在地下潛伏每天吃地鼠乾的日子很無聊而溜到地上，被綠川撿到，同居化名真由良，平常是頭上有呆毛巨乳個性活潑的美少女，身邊跟著一隻類似兔子會從嘴巴發射光束的不明生物小波，在從事征服行動時會穿上黑色系的頭盔、肩甲、護腕、皮衣、網狀絲襪、高跟鞋加魔杖裝扮，小波也會巨大化成為坐騎。
- 傑洛斯大人：古爾達克的副手，瑪由菈的未婚夫，美形男惡役，平時總是坐鎮古爾達克的地下本部，會吃著與其形象不符的蚯蚓烏龍、毛蟲茶，在巨乳美少女領導人瑪由菈出走後，為著組織低迷的士氣苦惱著，身邊跟著像管家的戰鬥員米歇爾。
- 幻將軍莉莉奈：使用幻術作戰的幻將軍，有極嚴重的潔癖，單戀傑洛斯大人，射出的幻覺光線會令人陷入嚴重的幸福幻覺，一擊就打倒瑪由菈，並令防衛科學研究中心司令系統陷入混亂，在青木的捨身擒抱攻擊下被擊退。